# Paralinhomoeus conspicuus
Paralinhomoeus conspicuus är en rundmaskart som beskrevs av Gerlach 1957. Paralinhomoeus conspicuus ingår i släktet Paralinhomoeus och familjen Linhomoeidae. Inga underarter finns listade i Catalogue of Life.